# Cuarto creciente (álbum)
Cuarto creciente es un disco del cantante argentino Leo García. Fue grabado entre los meses de enero y marzo de 2005, en los estudios El Pie, Polifar y Unísono y lanzado al mercado el 20 de junio de ese mismo año. Cuenta con una versión de la canción «Estrechez de corazón» del grupo chileno Los Prisioneros y en la canción «Tesoro» es acompañado por el cantante Gustavo Cerati, amigo personal de Leo García.

## Lista de canciones
| N.º   | Título                        | Escritor(es)                             | Duración |  |
| 1.    | «Y más»                       | Letra: Pablo Schanton Música: Leo García | 2:35     |  |
| 2.    | «Cuarto creciente»            | Letra: Pablo Schanton Música: Leo García | 3:55     |  |
| 3.    | «Aunque estés con él»         | Letra: Pablo Schanton Música: Leo García | 2:38     |  |
| 4.    | «Estamos juntos»              | Letra y música: Leo García               | 4:28     |  |
| 5.    | «Listo»                       | Letra y música: Leo García               | 2:55     |  |
| 6.    | «Hay sol»                     | Letra: Pablo Schanton Música: Leo García | 1:49     |  |
| 7.    | «Tus manos, mis manos»        | Letra y música: Leo García               | 3:35     |  |
| 8.    | «Subí, subí»                  | Letra y música: Leo García               | 3:21     |  |
| 9.    | «Estrechez de corazón»        | Letra y música: Jorge González           | 4:36     |  |
| 10.   | «Llamado»                     | Letra: Pablo Schanton Música: Leo García | 3:15     |  |
| 11.   | «Los álamos»                  | Letra y música: Pablo Schanton           | 3:20     |  |
| 12.   | «No volvimos a vernos»        | Letra: Pablo Schanton Música: Leo García | 2:47     |  |
| 13.   | «Mi sentir»                   | Letra y música: Leo García               | 3:57     |  |
| 14.   | «Tesoro» (con Gustavo Cerati) | Letra: Pablo Schanton Música: Leo García | 4:51     |  |
| 47:59 |                               |                                          |          |  |

## Músicos
- Voz principal y coros: Leo García.
- Voz y coros: Gustavo Cerati.
- Coros: Super Ratones.
- Claptomat, mutador y sonidos laptop: Gustavo Cerati.
- Batería: Joaquín Iriarte.
- Percusión: Mariano Balcarce, Leo García.
- Bajo: Federico Marciano, Ezequiel Araujo, Nicolás Grimaldi (Monoto de Miranda!).
- Bajo fretless: Ezequiel Araujo.
- Guitarras adicionales: Gustavo Cerati, Leo García, Ezequiel Araujo, Federico Cogo.
- Guitarras españolas: Leo García.
- Guitarra eléctrica y eslide: Lolo Fuentes (Miranda!), Piti Fernández.
- Teclados, pianos y Sampler: Leo García.
- Teclados: Leha, Leandro Fresco.
- Vocoder y ambiente: Manuel Schaller.
- Programación: Mario Pak, Leo García, Ezequiel Araujo.
- Charanga, ronroco, quebradero, sikus y quenas: Cesar Castillo.
- Violoncito: Leha.
- Cabaquiño: Ezequiel Araujo.
- Minimoog: Ezequiel Araujo.
- Requinto: Piti Fernández.

## Créditos
- Grabado en los estudios El Pie, Polifar y Unísono entre los meses de enero y marzo de 2005, Buenos Aires, Argentina
- Grabado, editado y mezclado por Ezequiel Araujo, Leha y Manuel Schaller
- Asistentes de grabación: Nicolás Pucci, Brian y Mariano
- Drum doctor: Marcelo Belén
- Guitar tech: Piti Fernández
- Masterizado por: Eduardo Bergallo y Manuel Schaller en Mr. Master
- Producción artística: Leo García y Ezequiel Araujo
- Dirección artística y producción general: Santiago Ruiz
- Fotografía: David Sisso / Fernando Gutiérrez
- Diseño gráfico: Ezequiel Rormoser / Superestudio
- Gustavo Cerati aparece por cortesía de Sony - BMG